# Казанџијски занат у Србији
Казанџијски занат у Србији један је од најстаријих заната, настао с почетка 19. века, који је у њеној занатској прошлости био широко распорострањен. Данас се занатском производњом, на традициоаналан начин — израдом казана и предмета од бакра — баве све ређи мајстори широм Србије, који су некада своју вештину израде предмета од бакра традиционално, деценијама преносили у оквиру породице, или на шегрте, ако нису имали мушке потомке.
Казанџијски производи – казани и даље су карактеристични за традиционално печење ракије у домаћинствима широм Србије. Зато је овај занат 2015. године уврштен у Национални регистар нематеријалног културног наслеђа Србије.

## Дефиниције
У Србији се данас користе следећи називи у области казанџијског заната, који имају следеће дефиниције:
Казанџија (перс. / тур.: kazan - казан, котао; kazancı - казанџија, котлар) — занатлија који израђује казане за печење ракије, казане за кување масти и пекмеза, бакраче, котлиће, тепсије
Котлар — занатлија који оправља котлове и друге бакарне ствари.
Калајџија — занатлија који врши калаисање, поцинковање и бакарисање лимова, жица и цеви.
Тенећеџија (перс. / тур.) — занатлија који израђује посуде од белог лима (лимар).

## Историја
Антрополози сматрају да је бакар био први метал који су људи користе због његове мекоће и лакоће манипулације, за израду алата и оружја. Тако је човек користио бакар као сировину још од праисторије, па се и читав један период у развитку цивилизације назива се бакарно доба. Сматра се да је однос бакра и човека потиче из периода од пре више од шест хиљада година.
На Балканско полуострво овај занат је стигао из Персије, када су у антици, установили постојаност бакра и његову отпорност на рђу или корозију јако добром. Тако је преко Грчке у којој се први пут помиње бакарно посуђе у 3. веку пре нове ере, према наводима грчког филозофа Теофратоса, стигло и у Европу, јер су касније Грци са бакарним посуђем и занатом упознали и Римљане.
Међутим, како се у Европи кроз читав средњи век користило земљано посуђе, тако се и на Балкану, казанџијски занат није постојао, све до доласка Османлија који су бакарно посуђе донели на овај простор, Тако је Балкан постао једини део Европе на коме се бакарно посуђе производило и употребљавало у средњем и касније новом веку.
Како је занатство представљало први облик одвајања индустрије од земљорадње,  оно је представљало најстарији облик прерађивања, па је на почетку 19. века, пред устанке, у Србији је било сеоских и варошких заната. Сеоске занате који су обављали сељаци претежно за своју, кућну потребу и тиме подстицали развој народне привреде.

У Србији која се све више образовала јављала су се одређена села чији су се житељи бавили разним занатима. О томе данас сведоче називи многих села – Грнчари, Златари, Колари, Копљари, Кожуари, Ковачи, Каменари, Лончари, Лукари, Рудари, Седлари, Стапари, Стрелари, Тулари, Чешљари, Шавци, Штитари, која су заправо тако названа зато су на њиховом тлу у средњем веку цветали одређени занати, а овоме се могу додати и села Ратари и Рибари. Многа од ових села се и помињу са јасним обавезама и повластицама, управо због своје наменске производње. Међутим у том период се још не помиње казанџијски занат. Под турском окупацијом, једноставно није ни било услова да се Срби баве занатима, јер им је било забрањено да се баве одређеним занатима. Зато, како је за своје време Вук уочио,
„Срби сами грађу сијеку, сами (особито сиромаси) куће и остале зграде праве; сваки Србин опанке сам себи гради“, а вредне Српкиње су своје мужеве и синове, као и осталу чељад, одевале од главе до пете, израђујући, кројећи и шијући све што је потребно за одећу и спрему од вуне, лана и свиле.
 Тако у време робовања под Турцима, село је било упориште снаге српског народа. 
Гледајући с презиром на помало отуђене и Турцима превише понизне своје сународнике који су крајем 18. века живели по градовима, Вук Караџић је истицао да „Народ српски нема других људи осим сељака“, а Стојан Новаковић, истражујући какво је било српско село у средњем веку, закључује „села су наша била у неку руку свет за себе…
 Све што је неопходно требало дому и селу, махом се израђивало у српским селима, тако да казанџијски занат, као и други занати нису могли дуго да настану или или стари занати опстану код Срба.
Општа анархија у Османском царству у 18. и првој половини 19. века изазивала је велике миграционе покрете на целом Балкану. Поред непрекидних миграција православног становништва Старе Србије ка северу, о којима је доста писано у историографији, одвијале су се и константне и не мање значајне миграције сеоског православног становништва у градове. Поред егзистенцијалне претње, миграцију хришћана у градове изазивали су или поспешивали и добри изгледи за комотнији живот и зараду. Несигурност трговачких путева, повећање броја царинских пунктова у Турској, пропаст Дубровачке републике и стварање полунезависних пашаларских области, наметнули су потребу за формирањем јаких занатлијских и трговачких чаршија у пашаларским престоницама.
У времену турске окупације „монополисањем заната еснафским уређењем у корист муслиманског живља онемогућено је хришћанском становништву да се бави читавим низом заната, у ствари најуноснијим занатима везаним за потребе свакодневног градског живота и за потребе војске установљене по градовима. Према евиденцији коју су водиле аустроугарске власти, у Београду је 1711. године било више од 250 занатлија окупљених у еснафе – ћурчије, капаџије, абаџије, мумџије, свећари, сапунџије, бакали, ашчије, папуџије, дунђери, чемберџије, екмеџије, касапи, казанџије, ковачи, пушкари, механџије, лађарски трговци, калафаџије, ћилиџије. После само двадесетак година трајања аустријске окупације (1718–1739) утемељују се и тзв. „немачки“ занати раније непознати српском становништву.

Новостворена друштвена клима, после Првог и Другог српског устанка, у првим деценијама 19. века, утицала је да занатство у релативно кратком времену доживи значајну трансформацију. Иако у замаху развоја,
...занатство у устаничкој Србији није губило свој оријентални карактер. Оно се темељило на старом оријенталном градском занатству. Напоредо с тим, занатство у ослобођеним земљама све више се оријентисало према западно-европском занатству, а покреће се и развој нових и мање познатих заната.
Како је средином 19. века у Кнежевини Србији наступио процес пропадања домаћих занатлија и трговаца услед конкуренције увозних индустријских производа и нових заната пренетих из Аустрије, Уставобранитељска влада настојала је да овај процес заустави доношењем Еснафске уредбе 1847. године и на тај начин уреди привредну организацију у Србији уз истовремено прокламовање начела слободне трговине. Уредбом је била ограничена само занатска трговина, а од еснафа трговине задржани су само болтаџијски, бакалски и лончарски еснаф. Остала трговина била је препуштена слободној конкуренцији.
Међутим, од ступања Еснафске уредбе на снагу Уредбе 19. августа 1847. године, власт у Кнежевини Србији се суочила са теретом анахронизма који је Уредба доносила. Уредба је захтевала гашење постојећих еснафа и устројство нових по новим прописима. За образовање еснафа било је потребно најмање дванаест чланова. Уколико неки од еснафа нема довољан број чланова, било је допуштено оснивање мешовитих еснафа сродних заната, односно мешовитих трговачких еснафа. Према члану 92. Уредбе били су предвиђени еснафи трговине: болтаџијски, бакалски и лончарски, и еснафи заната: кројачки за терзије и шнајдере, сукнарски или абаџијски, кожуарски или ћурчијски, папуџијски с чизмарским, опанчарски, лебарски за пекаре и симиџије или фурунџије, свећарски за сапунџије или мумџије и за лецедере, ковачки и браварски, котларски (казанџијски) с лимарским или тенећеџијским, столарски (дограмаџијски), коларски, табачки, лончарски, фарбарски или бојаџијски, асурџијски, качарски или пинтерски, кујунџијски, пушкарски или туфекџијски, берберски и зидарски (дунђерски).

Примена Уредбе је наишла на велике препреке, нарочито у погледу трговачких еснафа и због настојања неких занатлија да се поред заната баве и трговином. Тако су се чланови бакалских и лончарских еснафа залагали да се Уредбом одреди која ће се роба држати и да се забрани трговина истом робом другим еснафима, док су болтаџије захтевале потпуно слободну трговину без икаквих ограничења. Зато је предложенас измена Еснафске уредбе из 1847. године, у којој сада члан 81 Уредбе гласи: 
Као што ће трговци по разлики трговине, коју су уредним путем учили, и за коју су прописним начином исправу добили у различите еснафе принадлежати, и у ове ступити, тако ће сваки самосталан трговац у своме отвореном дућану оне еспапе држати и продавати, с којима је трговати учио, као и оне, с којима мисли да ће трговати моћи.
Казанџијски занат је свој врхунац у Србији достигао у другој половини 19. века и почетком 20. века, кад су казанџијски производи тада били највише коришћени. Између два светска рата, потражња за бакарним предметима постепено јењава, због појаве све већег броја фабричких производа, не само од бакра веч и других материјала.
На постепено замирање казанџијског заната од краја 20. века у многом је утицала индустрализација и модернизација Данас, у 21. веку, казанџије се углавном баве производњом казана за печење ракије, казана за топљење масти, прскалица за виноград, котлића за рибљу чорбу и разним поправкама старих производа.
Малобројих казанџијских занатских радњи у Србији данас има у Београду, Ваљеву, Нишу, Новом Саду, Руми, Лесковцу, Врању, и по неким селима.
Управо казан за печење ракије био је и први српски патент. У документима Завода за интелектуалну својину Републике Србије пронађено је да је патент признат 14. децембра 1909. године, новосађанину Милану Јовановићу. Некадашњи казанџијски центри били су Пирот, Ниш, Призрен. Како је у појединим деловима града осниван већи број казанџијских радњи, тако је већина тих чаршијских улица добила имена познатих занатлија казанџија (Рамићи, Сабуре, Хаџишабановићи) или једноставнопо овом занату — Казанчијска улица. Поједине улице су и данас познате као казанџијски сокаци, иако су у њима казанџијске радње одавно угашене. Једна од таквих је чувено Казанџијско сокаче у Нишу, које је део пешачке зоне у центру града и данас је препуно кафића и ресторана.

## Основне информације
На појаву и даљи развој казанџијског заната у Србији у 19. веку умногоме је утицало формирање градских навика, везано за употребу посуђа од бакра, као и све више: печење ракије, производња вина, прерада воћа (израда џемов), месарство (топљење масти), израда сапуна, итд.
Скоро све занатлијске радње у Србији, уједно су биле и казанџијско — калјџиски дућани за продају производа. Оне су имали исти изглед и сличну величину, која се се кретала од 6 до 10 m². Међутим како су казанџијске радионице биле уједно и калајџијски дућани оне су имале и ардију, у којој се калајисало посуђе.
Кроз историју занатсва у Србији забележено је да је казанџијски занат био међу првим занатима у ондашњој Кнежевини Србији у којима су казанџије били и трговци.
Тако се унутар заната испрофилисала подела рада, па или је један занатлија радио све послове, или је постојала подала рада унутар казанџијске радње. На то указују неки писани документи из Архива Србије у којима је записано да један казанџија није израђивао сво бакарно посуђе, већ су постојали они који су радили само казане, други ибрике, или оне коју су израђивали хараније, итд.

## Еснафи
За разлику од сеоских заната варошким занатима су се бавиле учене занатлије, којима је „занат био главно занимање, од кога су живели и подмиривали све потребе“.  У таквој хијерархији да би заштитили „интересе свога заната споља и да би се одржао у њему ред изнутра, сваки је занат, или по неколико заната заједно, имао своју занатску организацију – еснаф“.  У „еснафским односима владао је обичај“,   све до времена од када Србија почиње да се „консолидује и улази у систем правних држава“, односно до доношења Уредбе о еснафима од 14. августа 1847. године.
Еснафски поредак у Србији под турском окупацијом
У склопу феудалног поретка занати у граду морали су имати своју организацију. Развитак робне производње захтевао је потребу да занатлије сродних струка формирају еснафе ради заштите својих интереса. Тако су занатлије могле да регулишу производњу у погледу начина израде, квалитета и продајне цене занатске рукотворине, да прописују услове рада својим калфама и шегртима, да строгом дисциплином спроводе узајамну контролу у свом пословном животу и тиме омогуће одбрану од конкуренције.
Еснафске организације у Србији добијају на значају у време турске окупације, нарочито после учвршћивања тимарског феудалног система, када су почели да се развијају трговина и турски источњачки занати у војно-административним центрима тадашње окупиране Србије.
Као и сваки други занат и казанџијски и калајџијски занат имао је своје еснафе (удружења), као и хијерархију заната коју је предводио мајстор. Поред мајстора чланови еснафа су били и калфе, шегрти (или ученици). Казанџијски занат је био први еснаф у оквиру кога су се занатлије почеле претварати у трговце.
Еснафски поредак у Кнежевини Србији
Организован процес оснивања занатских еснафа у Кнежевини Србији започет је у првој половини 19. века, тачније доношењем Еснафске уредбе 1847. године од стране Уставобранитељска влада којом је требало да се уреди привредна организација у Србији и истовремено прокламује начело слободне трговине. Првобирном Уредбом је била ограничено оснивање само занатска трговина, а од еснафа трговине задржани су само болтаџијски, бакалски и лончарски еснаф. Остала трговина била је препуштена слободној конкуренцији. Како су по овој Уредби наступили проблеми у погледу испуњавања услова о броју чланова еснафа, Уредбом је била предвиђена могућност стварања мешовитих еснафа за поједине занате који су били недовољно заступљени, односно малобројни. Тако су Према Уредби, казанџијски, котларски (калајџијски) с лимарским (тенећеџијским) чинили један еснаф, у местима где није било довољно казанџијских радњи.

## Казнџијске радње у Србији
Развој еснафа довео је до умножавања занатске производње, дошло се до закључка да је Уредба о еснафима „један од најзастарелијих закона, и својом непотпуношћу изазива још много више питања, но што је то случај код осталих наших закона“.  Због тога, али и због неодрживог стања између радника и послодаваца, уследило је низ штрајкова и демонстрација, који су за циљ имали модерно регулисање радних односа.
До доношења модерног закона, Закона о радњама, дошло је 29. јуна 1910. године, 37 по коме су занатлије  постале...друштвена снага која је, подстичући конкуренцију, богатила тржиште и развијала потребу за новим израђевинама од бакра.

## Изумирање казанџијског заната у Србији
У Србији су у последњих неколико деценија (с краја 20. и с почетка 21. века) знатно измењена друштвено- економске прилике, што се одразило и на опстајање занатске делатности. Промениле су се навикем друштвене, политичке, економске, културне прилике у друштву, а доласком нових технологија у Србији изумиру многи традиционални занати, а преостале занатлије имају све мање купаца. Један од таквих је и казанџијски занат.
Иако је употреба казанџијског производа, казана за печење ракије, карактеристична у традиционаланом начину печења ракије у домаћинствима, казанџијски занат је и даље окарактерисан као занат у изумирању у Србији још од краја 20. века. У том смислу, данас се казанџије у Србији чешће баве преправком старих, него израдом нових казана.